# Domèvre-sur-Avière
Domèvre-sur-Avière ist eine französische Gemeinde mit 433 Einwohnern (Stand 1. Januar 2022) im Département Vosges in der Region Lothringen. Sie gehört zum Arrondissement Épinal und zum Kommunalverband Agglomération d’Épinal.

## Geografie
Domèvre liegt an der unteren Avière, einem Nebenfluss der Mosel, 14 Kilometer nordwestlich von Épinal, der Hauptstadt (chef-lieu) des Départements Vosges.

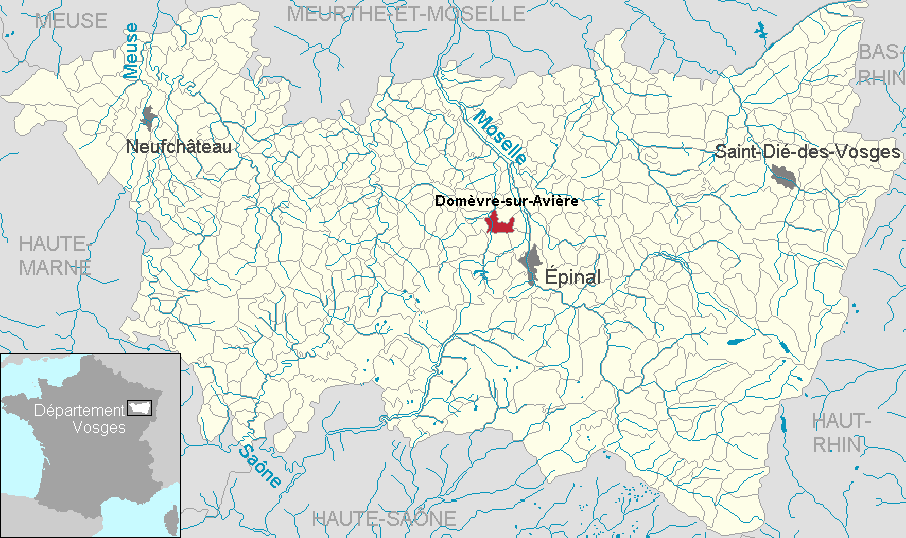
Lage der Gemeinde Domèvre-sur-Avière
im Département Vosges

Das 9,25 km² große Gemeindegebiet von Domèvre erstreckt sich beidseitig eines vier Kilometer langen Abschnittes des Mosel-Zuflusses Avière; der alte Dorfkern liegt am rechten Avièreufer. Östlich und westlich des Flusstales breitet sich über einer bis zu 40 Meter hohen Terrassenstufe sanftes Hügelland aus, dass zum größten Teil bewaldet ist: die östliche Hälfte des Gemeindeareals ist Teil des 15 km² umfassenden Forêt de Souche Thaon. Ein etwa ein Kilometer breiter Streifen entlang der Avière wird landwirtschaftlich genutzt.
Zu Domèvre-sur-Avière gehört der zwei Kilometer nördlich des Dorfkerns gelegene Ortsteil Perrey. Nachbargemeinden von Domèvre-sur-Avière sind Thaon-les-Vosges im Norden, Chavelot im Nordosten, Golbey im Osten, Uxegney im Süden, Fomerey im Westen sowie Gigney und Mazeley im Nordwesten.

## Geschichte
Das Dorf wurde erstmals im 13. Jahrhundert als Domeuvre beurkundet. Es gehörte damals zur Vogtei Épinal. Die Kirche, dem Heiligen Èvre (Aper) geweiht, war Teil der Pfarrei Uxegney.
Von 1790 bis 1802 war Domèvre-sur-Avière Hauptort eines gleichnamigen Kantons.
Beim Dammbruch von Bouzey am 27. April 1895 wurden Teile des Dorfes verwüstet, Todesopfer waren auch in Domèvre zu beklagen.

### Bevölkerungsentwicklung
Seit den 1960er Jahren hat sich die Einwohnerzahl von Domèvre mehr als verdoppelt, was auf den Eigenheimbau für Städter aus dem nahen Ballungsraum Épinal / Golbey zurückzuführen ist. Seit Beginn des 21. Jahrhunderts ist die Bevölkerungszahl rückläufig.
| Jahr      | 1962 | 1968 | 1975 | 1982 | 1990 | 1999 | 2006 | 2012 | 2021 |
| Einwohner | 182  | 192  | 234  | 320  | 423  | 487  | 455  | 402  | 426  |

Im Jahr 1982 wurde mit 182 Bewohnern die bisher niedrigste Einwohnerzahl ermittelt. Die Zahlen basieren auf den Daten von cassini.ehess und INSEE.

## Sehenswürdigkeiten

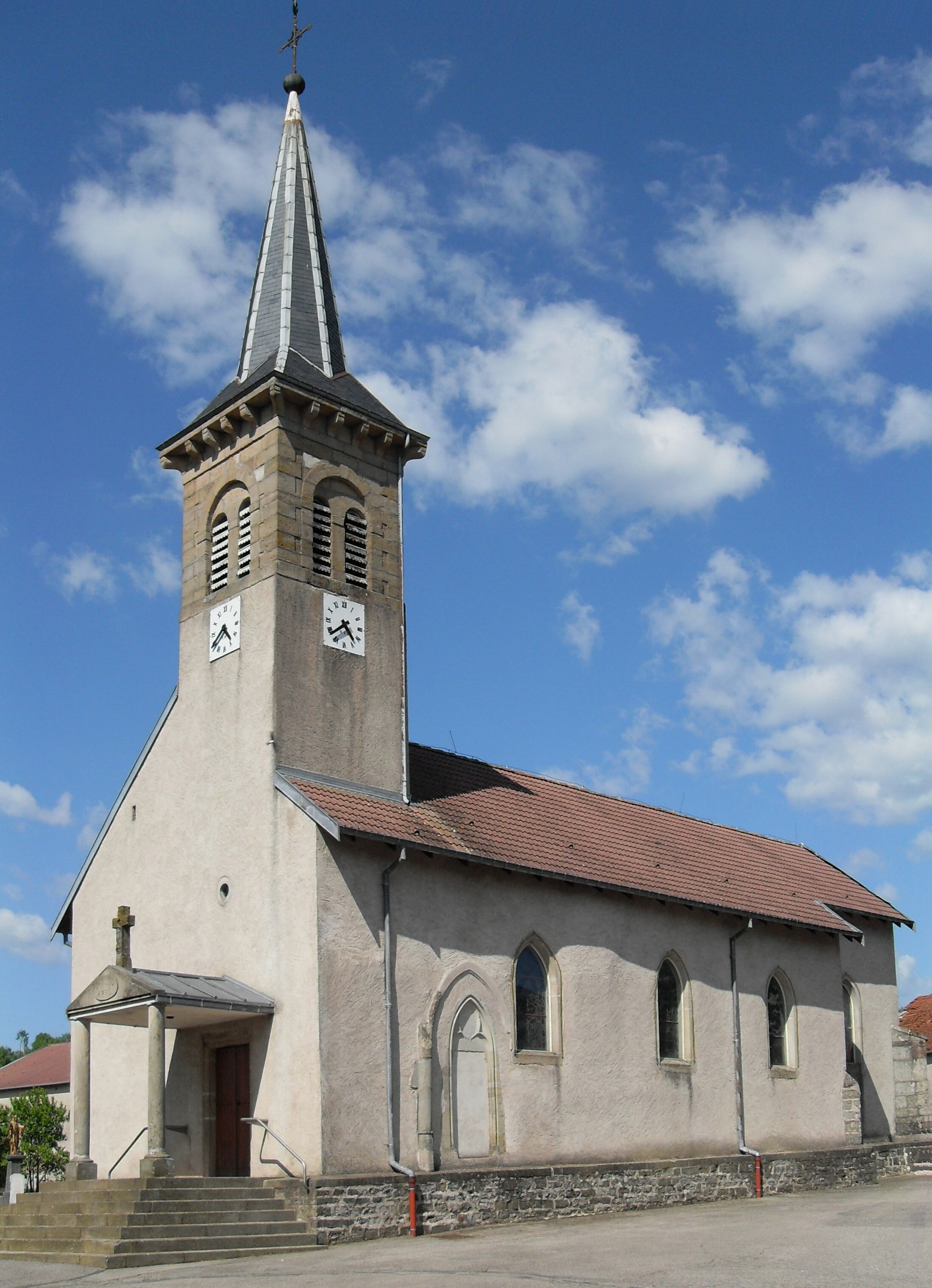
Kirche St. Aper

- Kirche Saint-Èvre (St. Aper)

## Wirtschaft und Infrastruktur
Neben den Beschäftigten in Landwirtschafts-, kleinen Handwerks- und Dienstleistungsbetrieben sind die Pendler in das nahegelegene Ballungsgebiet um Épinal die größte Gruppe der Erwerbstätigen in Domèvre. In der Gemeinde sind vier Landwirtschaftsbetriebe ansässig (Getreideanbau, Rinderzucht).
Der nahegelegene Verkehrsknoten Épinal ermöglicht die Anbindung an das überregionale Straßen- und Bahnnetz. Durch Domèvre-sur-Avière führt die Fernstraße D 41 von Igney nach Sanchey am Stausee Bouzey.

## Belege
1. ↑  vosges-archives.com (Memento vom 4. März 2016 im Internet Archive) (französisch, PDF-Datei; 70 kB)
2. ↑  Domèvre-sur-Avière auf cassini.ehess
3. ↑  Domèvre-sur-Avière auf INSEE
4. ↑  Landwirtschaftsbetriebe auf annuaire-mairie.fr (französisch)